# Чак-Мооль

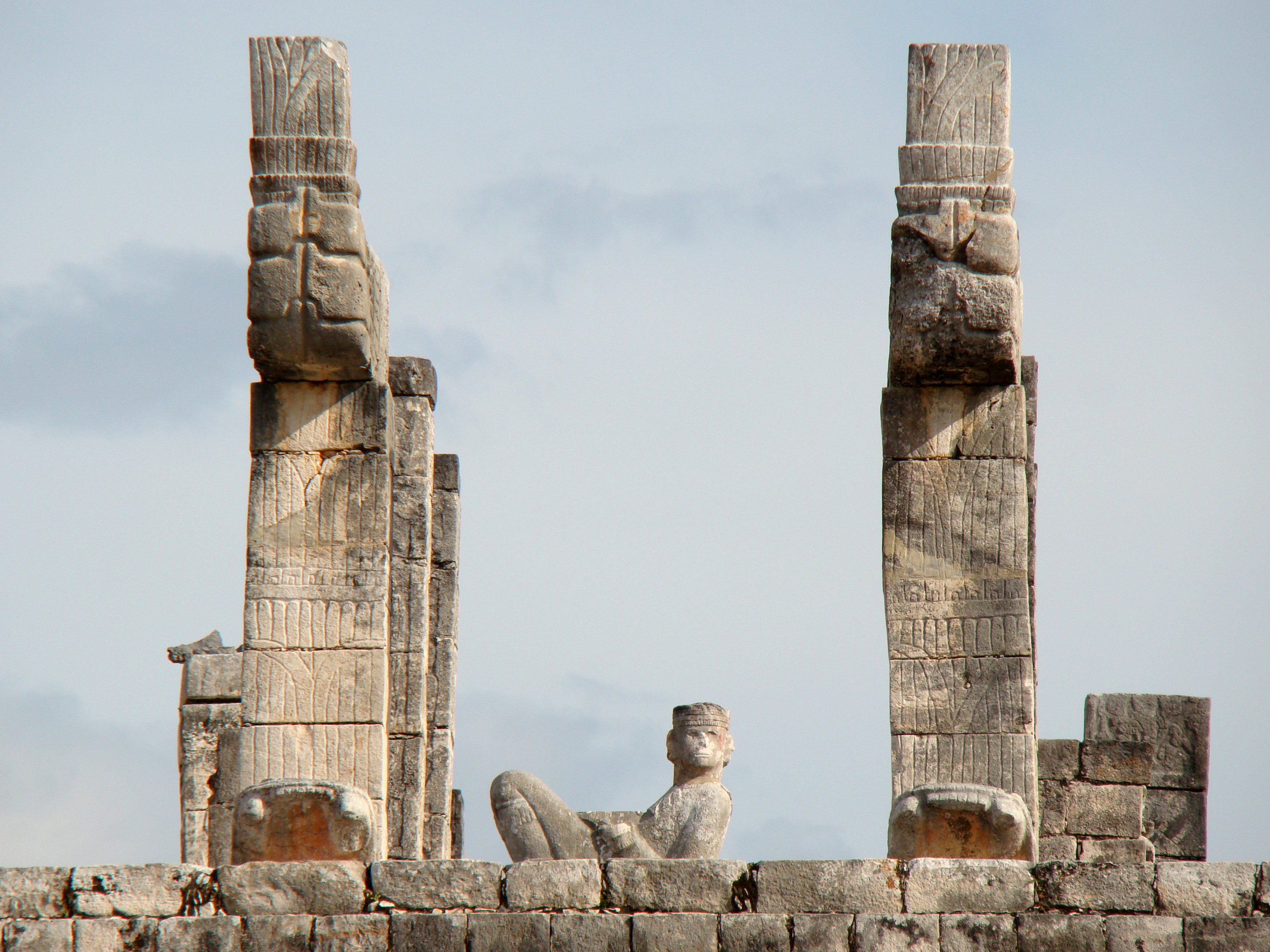
Чак-Мооль. Статуя в верхней части Храма воинов комплекса Чичен-Ица

Чак-Мооль (исп. chac-mool) — название, данное типу доколумбовых мезоамериканских каменных статуй. Чак-Мооль изображает человеческую фигуру в лежачем состоянии с головой, повёрнутой в сторону, держа в руках поднос на животе. Смысл этой позы или самой статуи остаётся неизвестным. Считается, что Чак-Мооль служил «течкатлем» (жертвенным алтарём), а поднос, видимо, предназначался для того, чтобы на него клали жертвоприношение (которым, чаще всего, являлось человеческое сердце).
Статуи чак-мооль находятся в пределах и вокруг храмов тольтеков и других местах центральной части Мексики, где сохранились памятники цивилизаций постклассического периода, а также в местах нахождения постклассических памятников цивилизации майя, испытавших сильное влияние тольтеков, таких как Чичен-Ица.
Древнее название для подобных скульптур неизвестно. Название Чак-Мооль связано с Огюстом Ле-Плонжоном, который раскопал одну из статуй в Чичен-Ица в 1875 году. Ле-Плонжон назвал её Chaacmol, что он переводил с языка майя как «громовая лапа». Ле-Плонжон заявил, что на статуе был изображён бывший правитель Чичен-Ица. Спонсор Ле-Плонжона Стивен Солсбери из Вустера (Массачусетс, США) опубликовал данные об открытии Ле-Плонжона, но изменил написание на «Чак-Мооль» (досл. «большой красный ягуар» — архаичное слово юкатанских майя, обозначающее пуму или ягуара).
Статуи Чак-Мооль можно найти в центральной Мексике и на Юкатане. В дополнение к Туле и Чичен-Ица, к известным местам с Чак-Мооль относятся Мехико, Семпоала, Тласкала и Киригуа в Гватемале.
В Туле и Чичен-Ица статуи, как правило, размещены в прихожей храмов, видимо, для сбора пожертвований или для жертвоприношения.
Чак-Мооль не следует путать с Чаком — одним из главных божеств в мифологии майя, ведающим прежде всего явлениями дождя и грома, с которым эти статуи никак не связаны.

## Галерея статуй

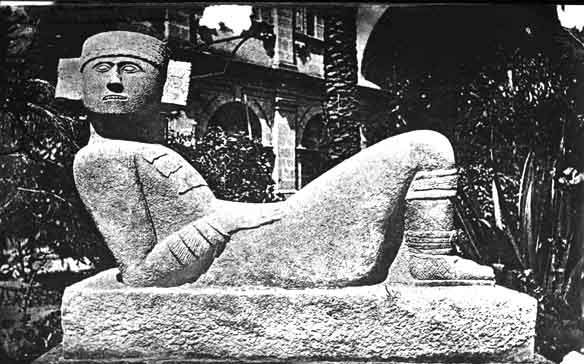
Чак-Мооль из Чичен-Ица (раскопки Огюста Ле-Плонжона, 1875)
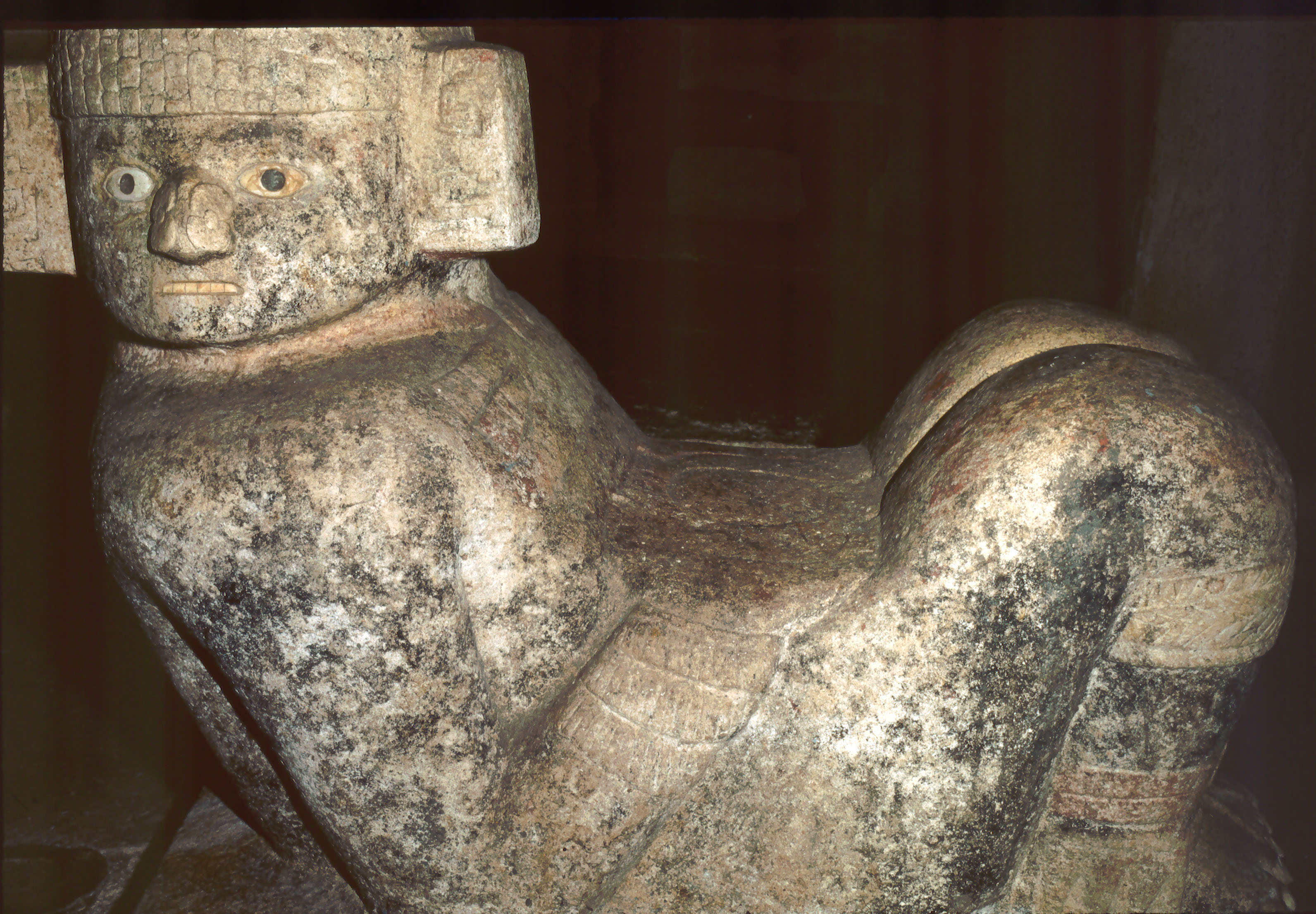
Чак-Мооль субструктуры Эль-Кастильо (пирамида Кукулькана)
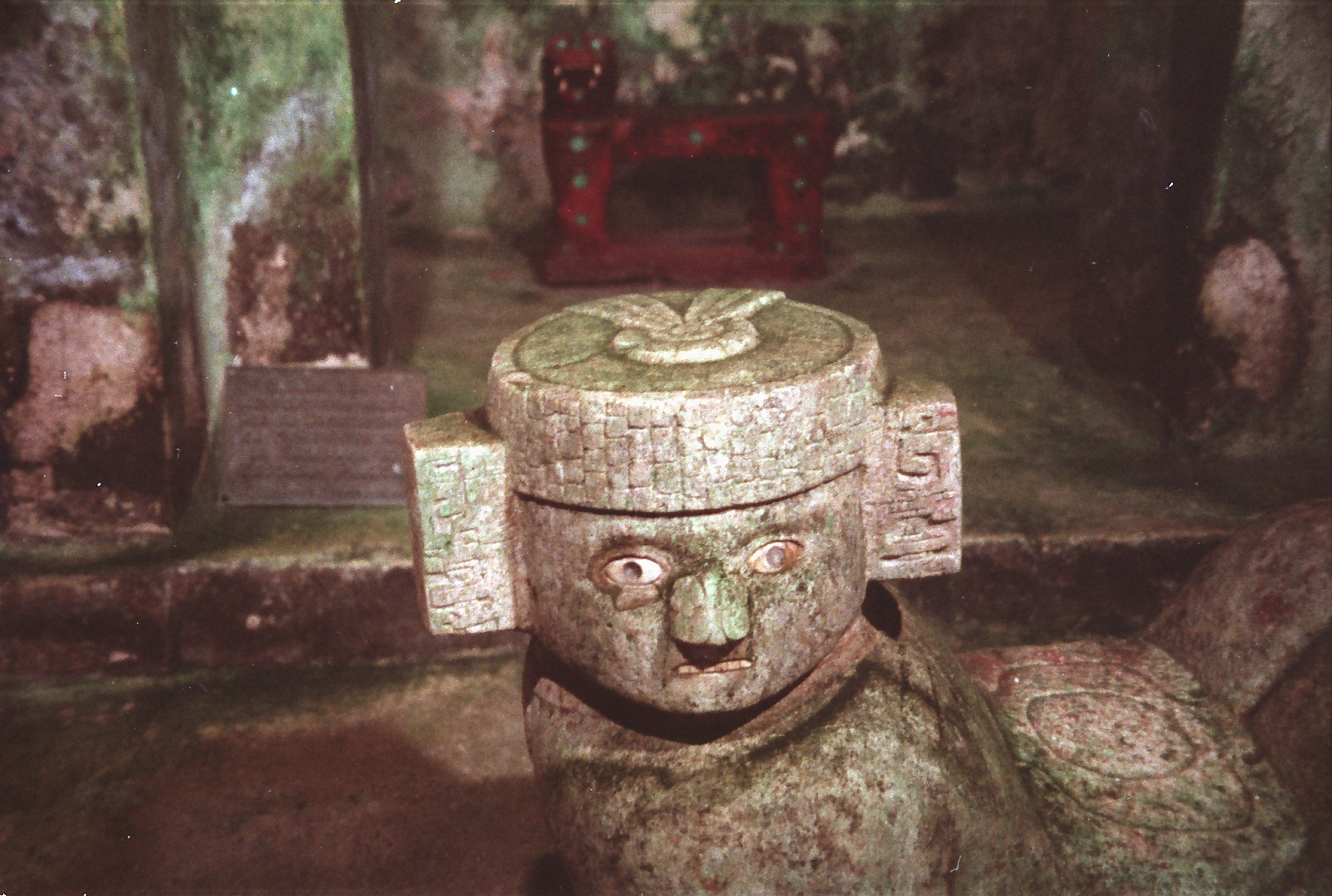
Чак-Мооль, статуя в храме на вершине Эль-Кастильо в Чичен-Ица
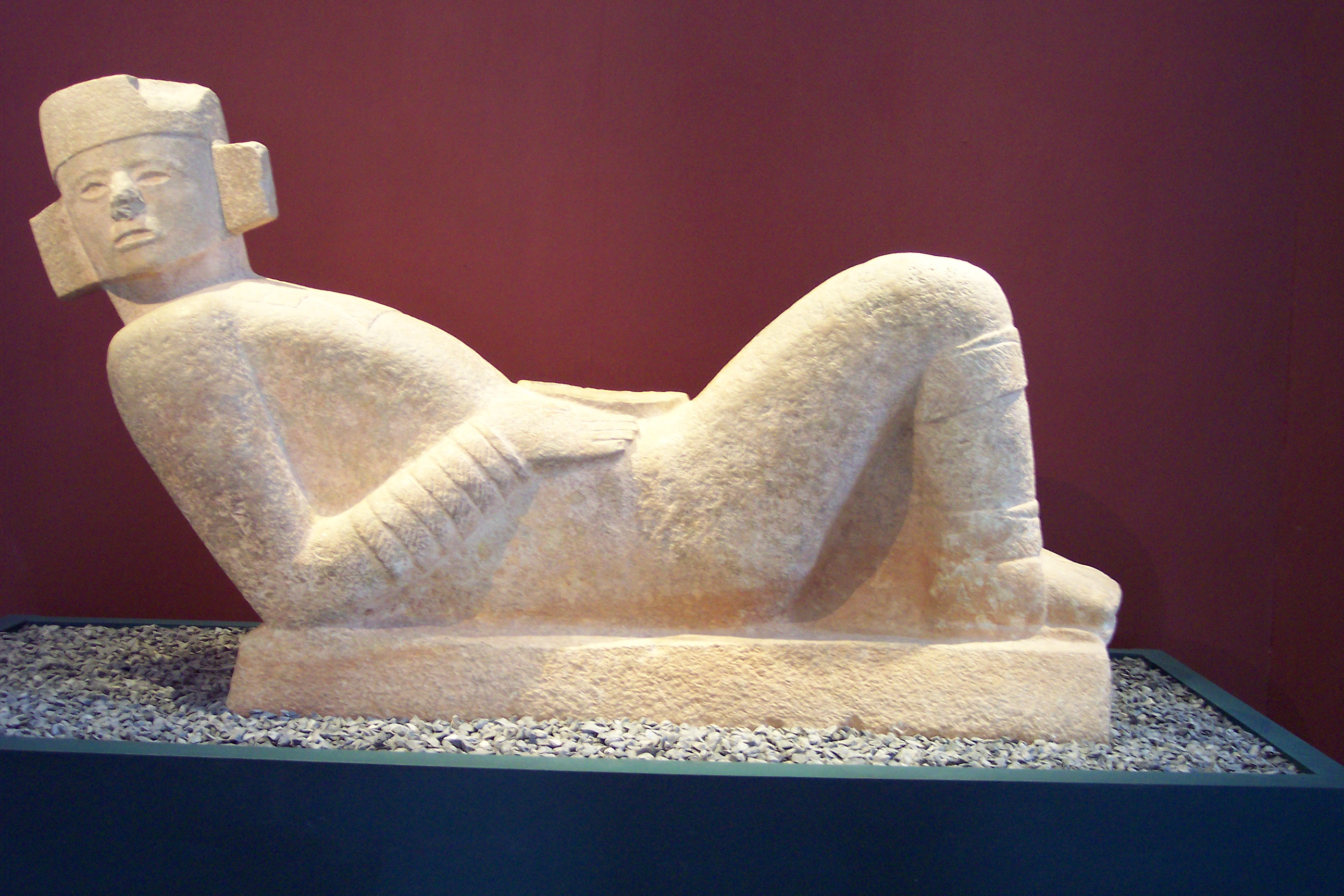
Чак-Мооль из Чичен-Ица (хранится в Региональном музее Юкатана в Мериде)
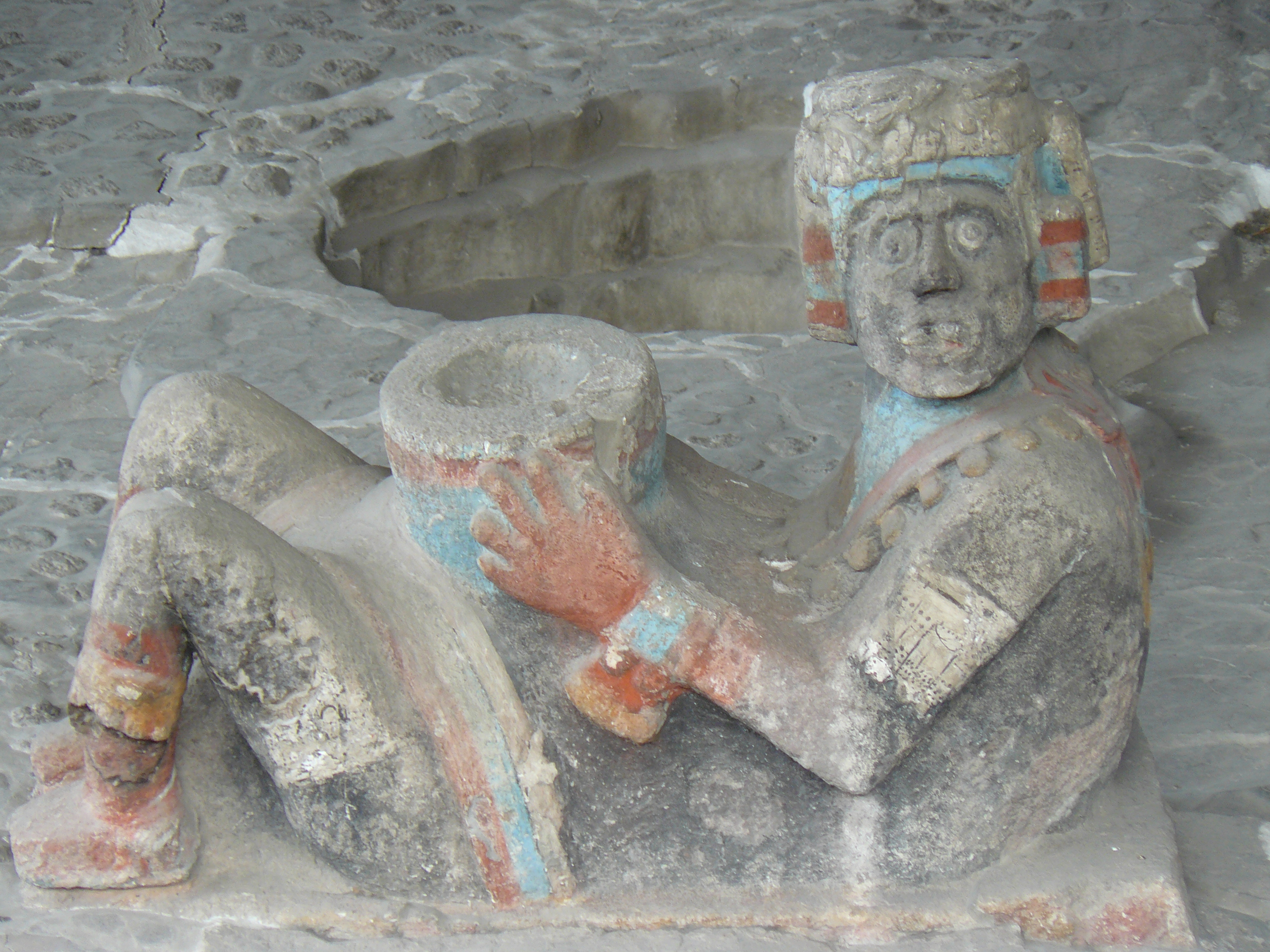
Чак-Мооль, найденный в Великом храме в Мехико
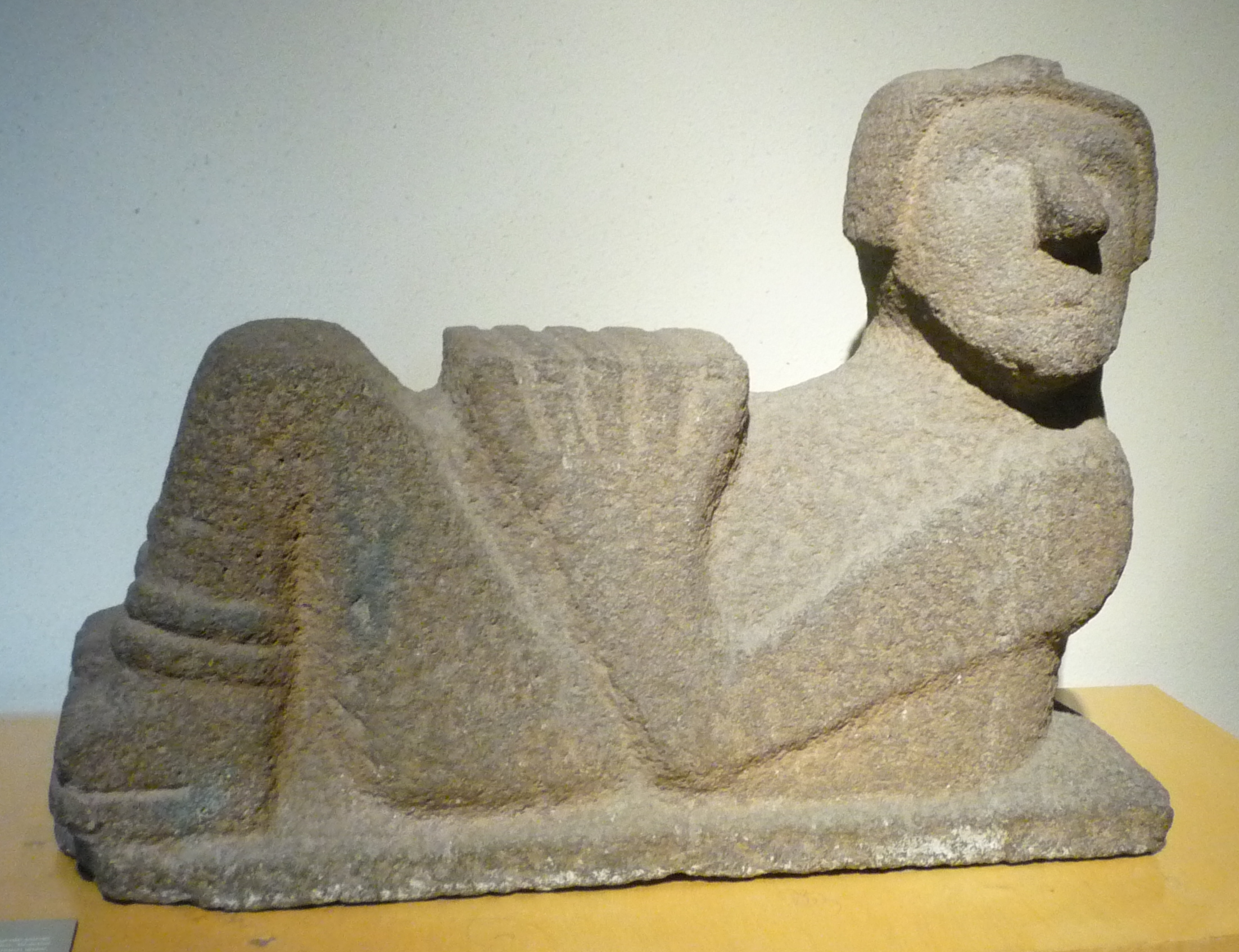
Чак-Мооль культуры тарасков (Национальный музей антропологии (Мексика))

## В литературе
- Рассказ Карлоса Фуэнтеса «Чак-Мооль» 1973 года.